# Kanui
Kanui é uma empresa que foi fundada em outubro de 2011 por três sócios: Bruno Ferraz Henriques, Bruno Nardon Felici e Luis Fernando Barreiro.

## História
A empresa iniciou em uma sala de apenas 20 metros quadrados em São Paulo. O fundo alemão Rocket Internet tornou-se o principal financiador da empresa.
Atualmente a KANUI é o maior site de comércio eletrônico de esportes radicais e estilo de vida masculino do Brasil, contando com mais de 500 funcionários. Com faturamento de 202 milhões de reais em 2014, a Kanui se tornou uma das únicas grandes empresas do segmento do e-commerce brasileiro a operar no positivo se destacando pelos seus métodos de gestão de estoque, compras e marketing inovadores.
Em setembro de 2015 a Kanui foi adquirida pelo grupo GFG (Global Fashion Group) e se fundiu no Brasil com a Dafiti www.dafiti.com.br e Tricae www.tricae.com.br numa transação estimada em 150 milhões de euros (algo em torno de 515 milhões de reais).
O site oferece um catálogo com mais de 100 mil produtos e mil marcas diferentes, entre calçados, roupas, acessórios, artigos esportivos, produtos para estilo de vida e beleza.